# Megaselia sciaricida
Megaselia sciaricida är en tvåvingeart som beskrevs av Schmitz 1932. Megaselia sciaricida ingår i släktet Megaselia och familjen puckelflugor. Inga underarter finns listade i Catalogue of Life.